# 1106.
◄ | 11. stoljeće | 12. stoljeće | 13. stoljeće | ►
◄ | 1070-ih | 1080-ih | 1090-ih | 1100-ih | 1110-ih | 1120-ih | 1130-ih | ►
◄◄ | ◄ | 1103. | 1104. | 1105. | 1106. | 1107. | 1108. | 1109. | ► | ►►
Arhitektura • Astronomija • Knjige • Književnost • Kršćanstvo • Medicina • Pravo • Promet • Znanost

## Smrti
- Benon od Meissena, svetac (* 1010.)

## Vanjske poveznice
|  | Zajednički poslužitelj ima još gradiva o temi 1106. |